# Arcu
Arcu (Arku) foi um maí do Império de Canem da dinastia dugua ou Bani Ducu e governou de ca. 1023 a 1067. Foi antecedido por Bulu e sucedido por Hu.

## Vida
Arcu era filho de Bulu e diz-se que instalou colônias de escravos (300 em cada) nos oásis de Dircu e Seguedim em Cauar e Zuila no Fezã. Isso é difícil de confirmar, mas Dierk Lang pensa que a expansão sustenta-se na necessidade de defesa dos interesses de Canem pelo melhor controle das atividades comerciais e no proselitismo religioso; a primeira deve ter alguma relação ao controle, pelo Império do Gana, de Audagoste, e a segunda, com base em menção no Girgam, da presença de "mesquita" de Sacadam (Seguedim). Arcu faleceu em Zuila, sob circunstâncias desconhecidas, e foi sucedido por Hu, a possível primeira monarca islâmica de Canem.